# 鹿島萩麿
鹿島 萩麿（かしま はぎまろ、1906年（明治39年）4月21日 - 1932年（昭和7年）8月26日）は、日本の元皇族。華族。山階宮菊麿王第四王子。母は菊麿王妃常子。日本海軍の軍人、最終階級は海軍大尉。旧名：萩麿王。

## 生涯
学習院中等科、海軍兵学校予科を経て、1926年（大正15年）3月、海軍兵学校（海兵54期）を卒業。同年4月20日、貴族院皇族議員に就任。翌年10月1日海軍少尉に任官するとともに勲一等旭日桐花大綬章を受ける。戦艦「伊勢」乗組となる。また遠洋航海が終了した同年6月13日頃から、兵学校時代より関心のあったユトランド海戦の研究に着手する。
1928年（昭和3年）1月20日、一三式練習機を操縦して航空術講習を修了する。同年7月1日付で、願により臣籍降下が認められ、鹿島の家名を賜り伯爵に叙せられる。降下に伴い、同月20日、貴族院議員資格も消滅した。
同月戦艦「榛名」乗組となり、以後横須賀鎮守府付、海軍大学校服務（戦史研究）などを経て、1929年（昭和4年）11月、海軍中尉に進級。海大選科学生（戦史研究）として学び、横須賀航空隊付となる。
しかし、健康を害したため1932年（昭和7年）3月に待命となった。同年7月15日付で生涯唯一の著書『ジュトランド海戦史論』の序文を、静養先の鎌倉で書き上げた。同年8月26日、急性腹膜炎のため長谷別邸（鎌倉市）にて死去。満26歳だった。海軍大尉に没時進級した。墓所は多磨霊園(墓じまいにより合葬埋葬施設に改葬)。
逝去後、1932年（昭和7年）10月に遺産が東京養育院及び東京養老院に寄付された。1934年（昭和9年）4月に「伯爵鹿島萩麿記念奨学基金」が、萩麿の遺志に基づき後見人である兄筑波藤麿によって創設された。同年に『ジュトランド海戦史論』が刊行された。

## 血縁
- 父：山階宮菊麿王
- 母：常子
- 兄弟：（前妻：範子出生）武彦王 - 芳麿 - 安子 - （後妻：常子出生）藤麿 - 萩麿 - 茂麿
- 養子：鹿島晃久（海軍技術大尉、海軍少将島津忠重の二男で従弟）

## 栄典
- 1927年（昭和2年）10月1日 - 勲一等旭日桐花大綬章[2]

## 関連書籍
自著
- 鹿島萩麿『ジュトランド海戦史論』神田嘉穂、1934年。全国書誌番号:47000645。　（NDLJP:1447661）（別図：NDLJP:1447664）

伝記
- 中島隆吉 編『伯爵鹿島萩麿』鹿島伯爵家、1937年。全国書誌番号:46070334。